# Démographie des Bouches-du-Rhône
La démographie des Bouches-du-Rhône est caractérisée par une très forte densité et une population en forte croissance, mais en tassement à partir de 2008 du fait de la baisse du solde migratoire.
Avec ses 2 069 811 habitants en 2022, le département français des Bouches-du-Rhône se situe en 3e position sur le plan national.
En six ans, de 2015 à 2021, sa population s'est accrue de près de 40 400 unités, c'est-à-dire de plus ou moins 6 700 personnes par an. Mais cette variation est différenciée selon les 119 communes que comporte le département.
La densité de population des Bouches-du-Rhône, 406,9 habitants par kilomètre carré en 2022, est quatre fois supérieure à celle de la France entière qui est de 107,1 hab./km2 pour la même année.

## Évolution démographique du département des Bouches-du-Rhône
Le département a été créé par décret du 4 mars 1790. Il comporte alors six districts (Tarascon, Apt, Aix, Marseille, Salon, Arles) et cinquante cantons. Le premier recensement sera réalisé en 1791 et ce dénombrement, reconduit tous les cinq ans à partir de 1821, permettra de connaître plus précisément l'évolution des territoires.
Avec 359 473 habitants en 1831, le département représente 1,10 % de la population française, qui est alors de 32 569 000 habitants. De 1831 à 1866, il va gagner 188 430 habitants, soit une augmentation de 1,50 % moyen par an, égal déjà à trois fois le taux d'accroissement national de 0,48 % sur cette même période.
L'évolution démographique se poursuit à la hausse entre la Guerre franco-prussienne de 1870 et la Première Guerre mondiale. Sur cette période, la population gagne 250 844 habitants, soit 45,2 % et reste largement supérieur au 10 % au niveau national. La population gagne encore 45,45 % pour la période de l'entre-deux guerres courant de 1921 à 1936 parallèlement à une croissance au niveau national de 6,9 %.
À l'instar des autres départements français, les Bouches-du-Rhône vont ensuite connaître un important essor démographique après la Seconde Guerre mondiale. 
En 2022, le département comptait 2 069 811 habitants, en évolution de +2,48 % par rapport à 2016 (France hors Mayotte : +2,11 %).
| 1791    | 1801    | 1806    | 1821    | 1826    | 1831    | 1836    | 1841    | 1846    |
| ------- | ------- | ------- | ------- | ------- | ------- | ------- | ------- | ------- |
| 466 045 | 285 012 | 292 903 | 313 614 | 326 302 | 359 473 | 362 325 | 375 003 | 413 918 |

| 1851    | 1856    | 1861    | 1866    | 1872    | 1876    | 1881    | 1886    | 1891    |
| ------- | ------- | ------- | ------- | ------- | ------- | ------- | ------- | ------- |
| 428 989 | 473 365 | 507 112 | 547 903 | 554 911 | 556 379 | 589 028 | 604 857 | 630 622 |

| 1896    | 1901    | 1906    | 1911    | 1921    | 1926    | 1931      | 1936      | 1946    |
| ------- | ------- | ------- | ------- | ------- | ------- | --------- | --------- | ------- |
| 673 820 | 734 347 | 765 918 | 805 755 | 841 996 | 929 549 | 1 101 672 | 1 224 802 | 971 935 |

| 1954      | 1962      | 1968      | 1975      | 1982      | 1990      | 1999      | 2006      | 2011      |
| --------- | --------- | --------- | --------- | --------- | --------- | --------- | --------- | --------- |
| 1 048 762 | 1 248 355 | 1 470 271 | 1 632 974 | 1 724 199 | 1 759 371 | 1 835 719 | 1 937 405 | 1 975 896 |

| 2016      | 2021      | 2022      | - | - | - | - | - | - |
| --------- | --------- | --------- | - | - | - | - | - | - |
| 2 019 717 | 2 056 943 | 2 069 811 | - | - | - | - | - | - |

## Population par divisions administratives

### Arrondissements
Le département des Bouches-du-Rhône comporte quatre arrondissements. La population se concentre principalement sur l'arrondissement de Marseille, qui recense 53 % de la population totale du département en 2022, avec une densité de 1 604,9 hab./km2, contre 22 % pour l'arrondissement d'Aix-en-Provence, 16 % pour celui d'Istres et 8 % pour celui d'Arles.
| Arrondissement  | Population(2022) | Variation(2022/2016)                       | Superficie(km2) | Densité(hab./km2) |
| --------------- | ---------------- | ------------------------------------------ | --------------- | ----------------- |
| Marseille       | 1 096 455        | en évolution de +2,48 % par rapport à 2016 | 683,2           | 1 604,9           |
| Aix-en-Provence | 464 360          | en évolution de +3,16 % par rapport à 2016 | 1 657,5         | 280,2             |
| Istres          | 336 170          | en évolution de +2,5 % par rapport à 2016  | 715,2           | 470               |
| Arles           | 172 826          | en évolution de +0,67 % par rapport à 2016 | 2 031,5         | 85,1              |
| Source : Insee. |                  |                                            |                 |                   |

### Communes de plus de15 000 habitants
Sur les 119 communes que comprend le département des Bouches-du-Rhône, 101 ont en 2021 une population municipale supérieure à 2 000 habitants, 68 ont plus de 5 000 habitants, 31 ont plus de 10 000 habitants, 20 ont plus de 15 000 habitants et onze ont plus de 25 000 habitants : Marseille, Aix-en-Provence, Arles, Martigues, Aubagne, Salon-de-Provence, Istres, La Ciotat, Vitrolles, Marignane et Miramas.
Les évolutions respectives des communes de plus de 15 000 habitants sont présentées dans le tableau ci-après.
| Commune                   | Population(2022) | Variation(2022/2016)                        | Superficie(km2) | Densité(hab./km2) |
| ------------------------- | ---------------- | ------------------------------------------- | --------------- | ----------------- |
| Marseille                 | 877 215          | en évolution de +1,74 % par rapport à 2016  | 240,62          | 3 645,6           |
| Aix-en-Provence           | 147 933          | en évolution de +3,45 % par rapport à 2016  | 186,08          | 795               |
| Arles                     | 51 156           | en évolution de −3,22 % par rapport à 2016  | 758,93          | 67,4              |
| Martigues                 | 48 818           | en évolution de +0,07 % par rapport à 2016  | 71,44           | 683,3             |
| Aubagne                   | 47 724           | en évolution de +5,37 % par rapport à 2016  | 54,9            | 869,3             |
| Salon-de-Provence         | 44 553           | en évolution de −2,24 % par rapport à 2016  | 70,3            | 633,8             |
| Istres                    | 44 044           | en évolution de +2,61 % par rapport à 2016  | 113,73          | 387,3             |
| La Ciotat                 | 37 599           | en évolution de +6,31 % par rapport à 2016  | 31,46           | 1 195,1           |
| Vitrolles                 | 36 612           | en évolution de +8,06 % par rapport à 2016  | 36,58           | 1 000,9           |
| Marignane                 | 33 164           | en évolution de −1,47 % par rapport à 2016  | 23,16           | 1 432             |
| Miramas                   | 25 891           | en évolution de +0,52 % par rapport à 2016  | 25,74           | 1 005,9           |
| Les Pennes-Mirabeau       | 22 423           | en évolution de +4,97 % par rapport à 2016  | 33,66           | 666,2             |
| Allauch                   | 21 404           | en évolution de +0,83 % par rapport à 2016  | 50,3            | 425,5             |
| Gardanne                  | 21 534           | en évolution de +5,52 % par rapport à 2016  | 27,02           | 797               |
| Châteauneuf-les-Martigues | 18 364           | en évolution de +12,32 % par rapport à 2016 | 31,65           | 580,2             |
| Châteaurenard             | 16 668           | en évolution de +7,95 % par rapport à 2016  | 34,95           | 476,9             |
| Port-de-Bouc              | 16 138           | en évolution de −3,26 % par rapport à 2016  | 11,46           | 1 408,2           |
| Fos-sur-Mer               | 15 694           | en évolution de +0,55 % par rapport à 2016  | 92,31           | 170               |
| Tarascon                  | 15 525           | en évolution de +3,36 % par rapport à 2016  | 73,97           | 209,9             |
| Bouc-Bel-Air              | 15 367           | en évolution de +6,15 % par rapport à 2016  | 21,75           | 706,5             |
| Source : Insee.           |                  |                                             |                 |                   |

## Structures des variations de population

### Soldes naturels et migratoires sur la période 1968-2021
La variation moyenne annuelle est positive depuis les années 1970 mais en décroissance, passant de 1,5 à 0,3 %.
Le solde naturel annuel qui est la différence entre le nombre de naissances et le nombre de décès enregistrés au cours d'une même année, a légèrement baissé, passant de 0,5 à 0,3 %. La baisse du taux de natalité, qui passe de 14,9 à 12,6 ‰, est en fait compensée par une baisse plus faible du taux de mortalité, qui parallèlement passe de 10,3 à 9,1 ‰.
Le flux migratoire est en baisse et devient négatif sur la période courant de 1968 à 2021. Il baisse de 1,1 à −0 %. 
| Indicateurs démographiques                       | 1968 à1975 | 1975 à1982 | 1982 à1990 | 1990 à1999 | 1999 à2010 | 2010 à2015 | 2015 à2021 |
| ------------------------------------------------ | ---------- | ---------- | ---------- | ---------- | ---------- | ---------- | ---------- |
| Variation annuelle moyenne de la population en % | 1,5        | 0,8        | 0,3        | 0,5        | 0,7        | 0,4        | 0,3        |
| - due au solde naturel en %                      | 0,5        | 0,3        | 0,4        | 0,3        | 0,4        | 0,5        | 0,3        |
| - due au solde apparent des entrées sorties en % | 1,1        | 0,5        | -0,1       | 0,2        | 0,2        | -0,0       | -0,0       |
| Taux de natalité en ‰                            | 14,9       | 13,0       | 13,3       | 12,6       | 12,9       | 13,2       | 12,6       |
| Taux de mortalité en ‰                           | 10,3       | 9,8        | 9,6        | 9,5        | 8,7        | 8,4        | 9,1        |
| Source : Insee.                                  |            |            |            |            |            |            |            |

### Mouvements naturels sur la période 2014-2022
En 2014, 26 384 naissances ont été dénombrées contre 16 767 décès. Le nombre annuel des naissances a diminué depuis cette date, passant à 24 420 en 2022, indépendamment à une augmentation, mais relativement faible, du nombre de décès, avec 20 309 en 2022. Le solde naturel est ainsi positif et diminue, passant de 9 617 à 4 111.
Pour des raisons techniques, il est temporairement impossible d'afficher le graphique qui aurait dû être présenté ici.

## Densité de population
En 2021, la densité était de 404,3 hab./km2.
| 1968 |  | 289.0 |  |

| 1975 |  | 321.0 |  |

| 1982 |  | 338.9 |  |

| 1990 |  | 345.8 |  |

| 1999 |  | 360.8 |  |

| 2010 |  | 387.6 |  |

| 2015 |  | 396.4 |  |

| 2021 |  | 404.3 |  |

## Répartition par sexes et tranches d'âges
La population du département est plus âgée qu'au niveau national.
En 2021, le taux de personnes d'un âge inférieur à 30 ans s'élève à 34,9 %, soit en dessous de la moyenne nationale (35,1 %). À l'inverse, le taux de personnes d'âge supérieur à 60 ans est de 26,8 % la même année, alors qu'il est de 26,6 % au niveau national.
En 2021, le département comptait 983 431 hommes pour 1 073 512 femmes, soit un taux de 52,19 % de femmes, légèrement supérieur au taux national (51,61 %).
Les pyramides des âges du département et de la France s'établissent comme suit.
| Hommes | Classe d’âge | Femmes |
| ------ | ------------ | ------ |
| 0,8    | 90 ou +      | 1,9    |
| 7,6    | 75-89 ans    | 9,8    |
| 16,2   | 60-74 ans    | 17,2   |
| 19,7   | 45-59 ans    | 19,5   |
| 18,8   | 30-44 ans    | 18,6   |
| 18,4   | 15-29 ans    | 16,9   |
| 18,6   | 0-14 ans     | 16,1   |

| Hommes | Classe d’âge | Femmes |
| ------ | ------------ | ------ |
| 0,7    | 90 ou +      | 1,9    |
| 7,0    | 75-89 ans    | 9,5    |
| 16,6   | 60-74 ans    | 17,5   |
| 20,0   | 45-59 ans    | 19,5   |
| 18,8   | 30-44 ans    | 18,3   |
| 18,3   | 15-29 ans    | 16,7   |
| 18,6   | 0-14 ans     | 16,7   |

## Répartition par catégories socioprofessionnelles
La catégorie socioprofessionnelle des autres personnes sans activité professionnelle est surreprésentée par rapport au niveau national. Avec 21,1 % en 2021, elle est 4,1 points au-dessus du taux national (17 %). La catégorie socioprofessionnelle des ouvriers est quant à elle sous-représentée par rapport au niveau national. Avec 9,2 % en 2021, elle est 2,5 points en dessous du taux national (11,7 %).
| Catégorie socioprofessionnelle                    | 2015      | 2015 | 2021      | 2021 | Détails de l'année 2021 | Détails de l'année 2021 | Détails de l'année 2021            | Détails de l'année 2021            | Détails de l'année 2021            |
| Catégorie socioprofessionnelle                    | Nb        | %    | Nb        | %    | Hommes                  | Femmes                  | Part en % de la population âgée de | Part en % de la population âgée de | Part en % de la population âgée de |
| Catégorie socioprofessionnelle                    | Nb        | %    | Nb        | %    | Hommes                  | Femmes                  | 15 à 24 ans                        | 25 à 54 ans                        | 55 ans ou +                        |
| ------------------------------------------------- | --------- | ---- | --------- | ---- | ----------------------- | ----------------------- | ---------------------------------- | ---------------------------------- | ---------------------------------- |
| Agriculteurs exploitants                          | 4 123     | 0,2  | 3 719     | 0,2  | 2 768                   | 951                     | 0,0                                | 0,3                                | 0,2                                |
| Artisans, commerçants, chefs d'entreprise         | 58 917    | 3,6  | 65 098    | 3,8  | 45 379                  | 19 718                  | 0,9                                | 6,0                                | 2,4                                |
| Cadres et professions intellectuelles supérieures | 155 951   | 9,4  | 178 416   | 10,5 | 100 803                 | 77 612                  | 2,4                                | 17,5                               | 5,5                                |
| Professions intermédiaires                        | 234 151   | 14,1 | 248 954   | 14,6 | 111 879                 | 137 075                 | 8,1                                | 24,2                               | 6,1                                |
| Employés                                          | 268 155   | 16,2 | 262 517   | 15,4 | 75 943                  | 186 574                 | 13,8                               | 23,3                               | 7,1                                |
| Ouvriers                                          | 163 784   | 9,9  | 156 613   | 9,2  | 129 621                 | 26 993                  | 8,9                                | 14,1                               | 3,8                                |
| Retraités                                         | 431 721   | 26,0 | 429 586   | 25,2 | 198 707                 | 230 879                 | 0,0                                | 0,2                                | 62,5                               |
| Autres personnes sans activité professionnelle    | 340 541   | 20,5 | 358 997   | 21,1 | 136 446                 | 222 551                 | 65,8                               | 14,5                               | 12,4                               |
| Ensemble                                          | 1 657 344 | 100  | 1 703 900 | 100  | 801 546                 | 902 354                 | 100                                | 100                                | 100                                |
| Sources : Insee,.                                 |           |      |           |      |                         |                         |                                    |                                    |                                    |